# Església de Sant Hipòlit de Voltregà
L'Església de Sant Hipòlit de Voltregà és una obra barroca de Sant Hipòlit de Voltregà (Osona) protegida com a bé cultural d'interès local.

## Descripció
Església amb una nau central àmplia, amb corredors laterals i espais per a capelles. A la façana principal es troba la porta d'entrada d'arc rebaixat emmarcat per dues pilastres que aguanten un entaulament ple de volutes. Per sobre de l'entaulament hi ha una fornícula amb la imatge de Sant Hipòlit i una rosassa. La façana està rematada a la part central per una forma semicircular, està resseguida per una cornisa i queda rematada per tres pinacles acabats en boles. Tota la façana està arrebossada i pintada. El campanar té planta octogonal amb finestres d'arc de mig punt per col·locar les campanes; està rematat per una balustrada i del centre sobresurt altre cos més petit amb també obertures d'arc de mig punt i rellotges.

## Història
Se sap que al segle x, l'antic castell de Voltregà ja tenia una església dedicada a Sant Hipòlit, que serví de nucli per a formar la població del mateix nom. D'aquesta església, ni de la que la substituí al segle xi (s'utilitzà fins al 1767, moment que es declara en estat ruïnós), no n'han quedat restes. L'actual església fou construïda en el segle xviii segons el projecte de l'arquitecte Josep Morató. Les obres es dugueren a terme en diferents fases a causa d'alguns problemes i es feu càrrec del seguiment Josep Morató i Codina, fill de l'autor del projecte. Fou consagrada el 12 d'agost de 1780, encara que a la façana figura la data de 1779. El temple quedava incomplet, ja que el projecte preveia la construcció de dos campanars simètrics. Finalment se n'erigí un de sols segons projecte de Francesc de Paula del Villar de 1862. El 1879 s'hi afegí la capella del Santíssim o capella fonda. Els retaules, que ornaven l'església i havien estat tallats en els millors tallers vigatans, es varen malmetre durant la Guerra Civil. També es va perdre la imatge de Sant Hipòlit que hi havia a la fornícula de la façana principal, una nova imatge, obra de l'escultor Jordi Díez, de 2,5 metres d'altura i 4 tones de pes va ser reposada l'any 2007.